# Sportivo Barracas
A Sportivo Barracas egy argentin labdarúgócsapat Buenos Aires városában. A egyesületet 1913. október 30-án alapították. A csapat jelenleg alacsonyabb ligákban szerepel. A klub színei a sötétkék és a fehér.
Egyszer nyerték meg az első osztályt és egyszer a Copa de Competencia Jockey Clubot. 

## Sikerek
Primera División
- Bajnok (1): 1932

Copa de Competencia Jockey Club
- Győztes (1): 1921

## Fordítás
Ez a szócikk részben vagy egészben  a   Sportivo Barracas című angol Wikipédia-szócikk fordításán alapul.  Az eredeti cikk szerkesztőit annak laptörténete sorolja fel. Ez a jelzés csupán a megfogalmazás eredetét és a szerzői jogokat jelzi, nem szolgál a cikkben szereplő információk forrásmegjelöléseként.